# جامعة البلطيق التقنية الحكومية
جامعة البلطيق التقنية الحكومية (بالروسية: Балтийский государственный технический университет "Военмех" им. Д.Ф.Устинова)‏ ؛ وتُسمى اختصارًا BGTU، هي جامعة تقنية روسية تقع في سانت بطرسبرغ. كانت تُعرف سابقًا باسم معهد لينينغراد الميكانيكي (بالروسية: Ленинградский механический институт)‏ والمعهد الميكانيكي العسكري (بالروسية: Военно-механический институт)‏.

## الخريجون البارزون
- دميتري فيودوروفيتش أوستينوف
- سيرجي كريكاليف
- جورجي جريتشكو
- فلاديمير ياكونين
- فلاديمير أوكريبيلوف

## روابط خارجية
- جامعة ولاية البلطيق التقنية - الموقع الرسمي (روس)